# فیلیپ هنچ
فیلیپ شوالتر هنچ (انگلیسی: Philip Showalter Hench؛ ۲۸ فوریهٔ ۱۸۹۶ – ۳۰ مارس ۱۹۶۵) یک دانشمند رشته پزشکی اهل ایالات متحده آمریکا بود.
وی برنده جایزه نوبل فیزیولوژی و پزشکی سال ۱۹۵۰ شده است.